# ドリトル先生の動物園
『ドリトル先生の動物園』（ドリトルせんせいのどうぶつえん、Doctor Dolittle's Zoo）は、ヒュー・ロフティングにより1925年に発表されたイギリス（最初の刊行はアメリカ合衆国）の児童文学作品。

## 概要
ドリトル先生シリーズの第5作。第2作『航海記』からの直接の続編で、先生の助手となったトミー・スタビンズの一人称文体で書かれる2冊目のタイトルである。
本作のタイトルに有る「動物園」は一般的な動物園のように動物を人間に観賞させるものではなく「動物の街」、ひいては「動物クラブの国」のようなイメージの空間となっているが、敢えて以前から定着していた「動物園」の呼称を使用することにした旨が第4章で述べられている。

## あらすじ
クモザル島の王に祭り上げられた後、大ガラス海カタツムリの殻に入っての不思議な海底旅行を経てドリトル先生とトミー・スタビンズ達はようやくイギリスのパドルビーに戻って来る。先生のパドルビー帰還を知るや否や、航海に同行せず先生の帰りを待っていたアヒルのダブダブ、豚のガブガブ、フクロウのトートー、白ネズミ、そしてサーカス仲間だった犬のトビーとスイズルらが盛大に先生達の帰還を祝った。
それから間もなく、先生は3年近い留守の間に荒れ果ていた広大な庭の「動物園」を新たに作り直し、白ネズミがかねてから提案していた「ネズミ・クラブ」やジップが提案していた「雑種犬ホーム」、その他「ウサギ・アパート」「アナグマ宿屋」「キツネ集会所」「リス・ホテル」などの施設を整備する方針を打ち出して、副園長となったスタビンズと動物達の長老格であるオウムのポリネシアに実務を任せることにした。
新しい動物園の施設では「ネズミ・クラブ」が特に賑わいを見せて、先生とスタビンズはクラブの設立を記念して月1回開催される「ツキヅキ記念宴会」へ招待され、その宴席でクラブに集った様々なネズミ達の貴重な体験談を聴くことが出来た。そんな折、先生の邸宅近くに在るスログモートン家の私有地・ムアスデン荘園にある屋敷で火事が起こり地下室でネズミの家族が逃げ遅れたとの一報が入る。先生とスタビンズ、そしてバンポとマシュー・マグは急いでムアスデン荘園に向かい、火を消し止めるがスログモートン家の主人・シドニーは先生達に感謝するどころか迷惑だと言わんばかりの態度で追い返してしまう。屋敷の中でネズミが発見した遺言状の切れ端を巡って事件はさらに混迷を深めるが、そこへベルギー出身の探偵犬・クリングが現れて意外な推理を披露し、思わぬ結末を迎えることになる。

## 日本語版
シリーズ中、第1巻『アフリカゆき』と第2巻『航海記』以外の日本語訳は2000年代まで大半が岩波書店のみで刊行されていたが、本作は偕成社からも早い時期に日本語訳が刊行されている（現在は絶版）。また、本作の岩波少年文庫への収録は続巻『キャラバン』や第8巻『月へゆく』よりも後になってからである。2012年中に角川つばさ文庫より河合祥一郎の新訳版（編集・発行：アスキー・メディアワークス）が刊行される予定で、2012年7月に発売された。
- ヒュー・ロフティング、訳：井伏鱒二『ドリトル先生の動物園』 岩波書店
  - 愛蔵版〈ドリトル先生物語全集〉第5巻 1961年11月13日初版 ISBN 978-4-001-15005-6
  - 岩波少年文庫 1979年2月28日初版、2000年改版 ISBN 978-4-001-14025-5
- ドリトル先生の動物園（偕成社 少年少女世界の名作文学18〈アメリカ編 9〉）

訳：新庄哲夫 画：赤坂三好 1968年初版
- 『新訳 ドリトル先生の動物園』（角川つばさ文庫 編集・発行：アスキー・メディアワークス）

訳：河合祥一郎 画：patty 2012年7月12日初版 ISBN 978-4-046-31254-9